# Yıldırım Akbulut
Yıldırım Akbulut (prononcé [ jɯɫdɯˈɾɯm akbuˈɫut]) né le 2 septembre 1935 à Erzincan et mort le 14 avril 2021 à Ankara, est un homme d'État turc, dirigeant du Parti de la mère patrie, Premier ministre du 9 novembre 1989 au 23 juin 1991 et deux fois président de la Grande assemblée nationale de Turquie,,.